# Garfio (instrumento)
Un garfio es una herramienta manual que es utilizada para asegurar y mover cargas. Consiste en un mango redondo de madera con un fuerte gancho de metal de unos 20 cm de largo que se proyecta en ángulo recto desde el centro del mango. La herramienta se sujeta con el puño cerrado y el gancho sobresale entre dos dedos. 
Este tipo de gancho se utiliza en muchas industrias diferentes, y tiene muchos nombres distintos. Puede llamarse gancho de caja, gancho de carga, gancho de estibador cuando lo utilizan los estibadores, y gancho de empacar, gancho de paca o gancho de heno en la industria agrícola. Existen otras variantes, como en la silvicultura, para mover troncos, y un tipo con un eje largo, utilizado por los trabajadores de la ciudad para quitar las tapas de alcantarilla.
También pueden utilizarse ganchos más pequeños en el procesamiento y transporte de alimentos .

## Etimología
La palabra castellana garfio deriva del latín graphium, palabra que deriva del griego γραφεῖον, que significa estilo, punzón para escribir.

## Garfio de estibador

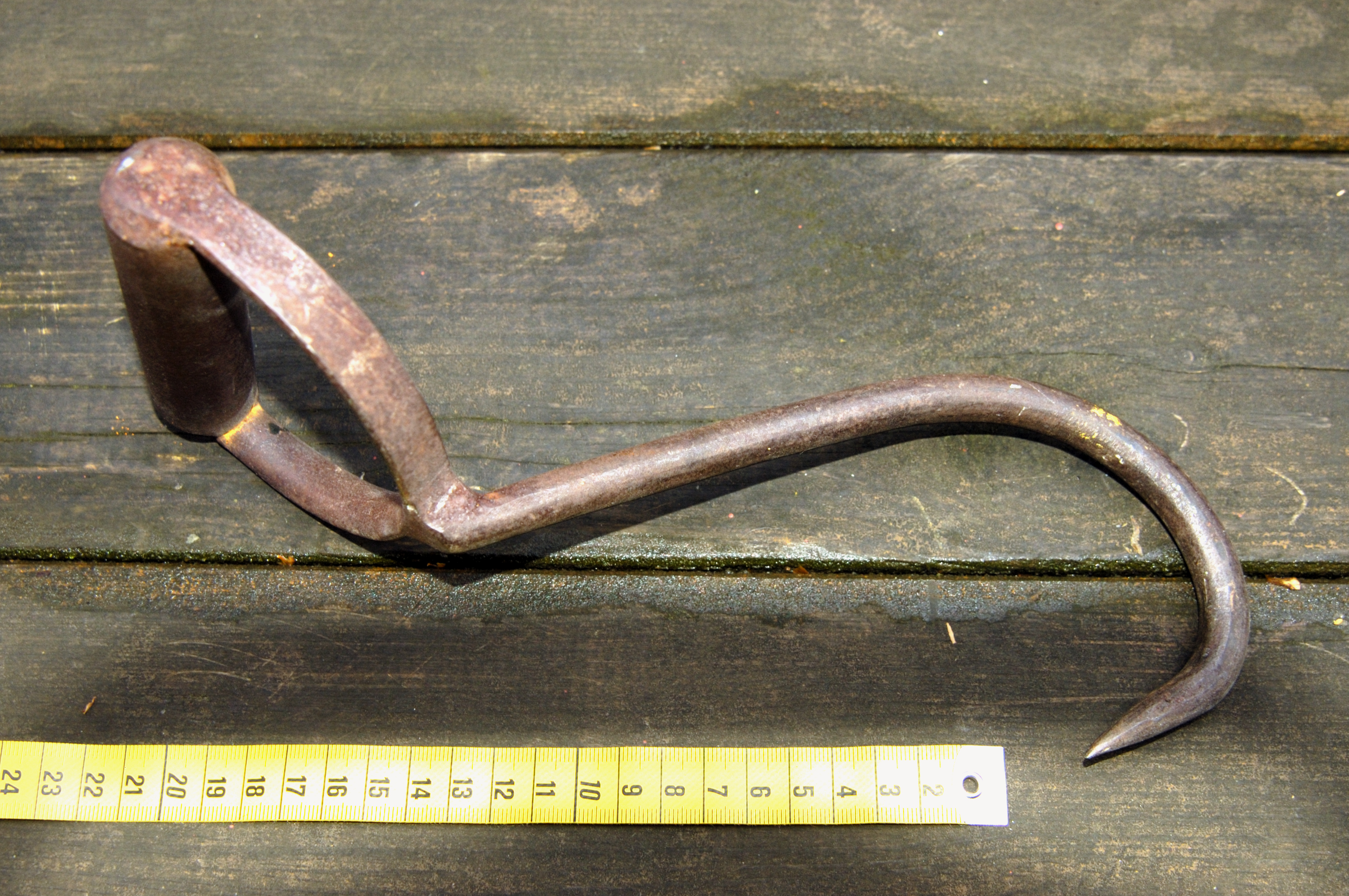
Garfio de estibador.

El garfio de estibador era utilizado históricamente por los estibadores (cargadores). Antes de la época de los contenedores, la carga se tranportaba dentro y fuera de los barcos mediante un intenso trabajo manual, y el gancho de estibador era la herramienta básica del estibador. El garfio se convirtió en un emblema de la profesión de estibador de la misma manera que un martillo y un yunque están asociados con los herreros, o la llave Stillson con los plomeros. Cuando los estibadores se ponían en huelga o se jubilaban, se conocía como "colgar el garfio" y el boletín de noticias de los miembros jubilados del sindicato International Longshore and Warehouse Union de Seattle se llama The Rusty Hook (El gancho oxidado). El gancho de un estibador solía llevarse enganchado al cinturón.

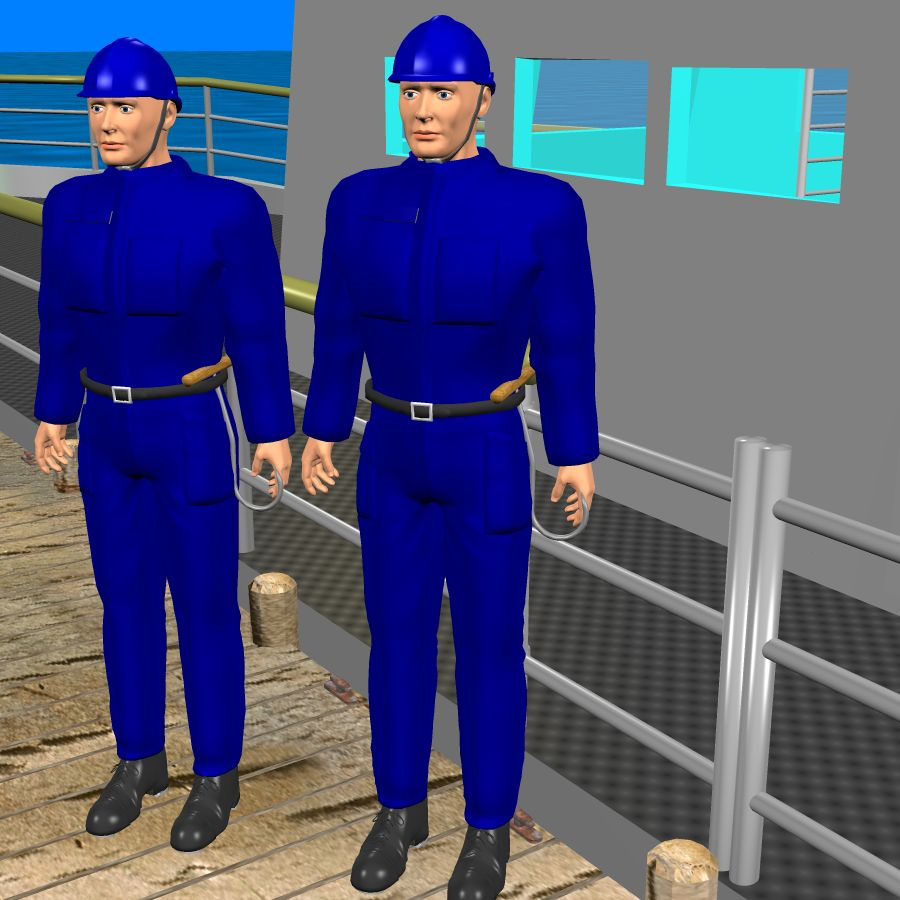
Garfio de estibador llevado en el cinturón.

Algunos objetos de carga pueden resultar dañados si se tira de ellos con el garfio de estibador: de ahí la señal de adventencia "no usar garfios" como señal de peligro.
El gancho de un estibador tiene un aspecto intimidatorio, y como también se asociaba a estibadores fuertes y duros, se convirtió en un arma de uso común en la ficción criminal, similar al picahielos. Por ejemplo, en un episodio de Alfred Hitchcock Presents titulado Shopping for Death, un personaje es asesinado (fuera de la pantalla) con un gancho de estibador. A veces también se utilizó como arma y medio de intimidación en la vida real; el libro Joey the Hit Man: The Autobiography of a Mafia Killer afirma: "Un tipo que solía trabajar en los muelles se llamaba Charlie el Gancho. Si no le gustabas, te cogía con su garfio". En la película dramática neoyorquina de 1957 Edge of the City, dos estibadores resuelven su disputa en una pelea mortal con ganchos de empacar. También son el arma principal de los Spider Splicers en la serie BioShock, llamados así por el uso que hacen de los ganchos para arrastrarse por los techos y atacar de improviso.

## Garfio de heno

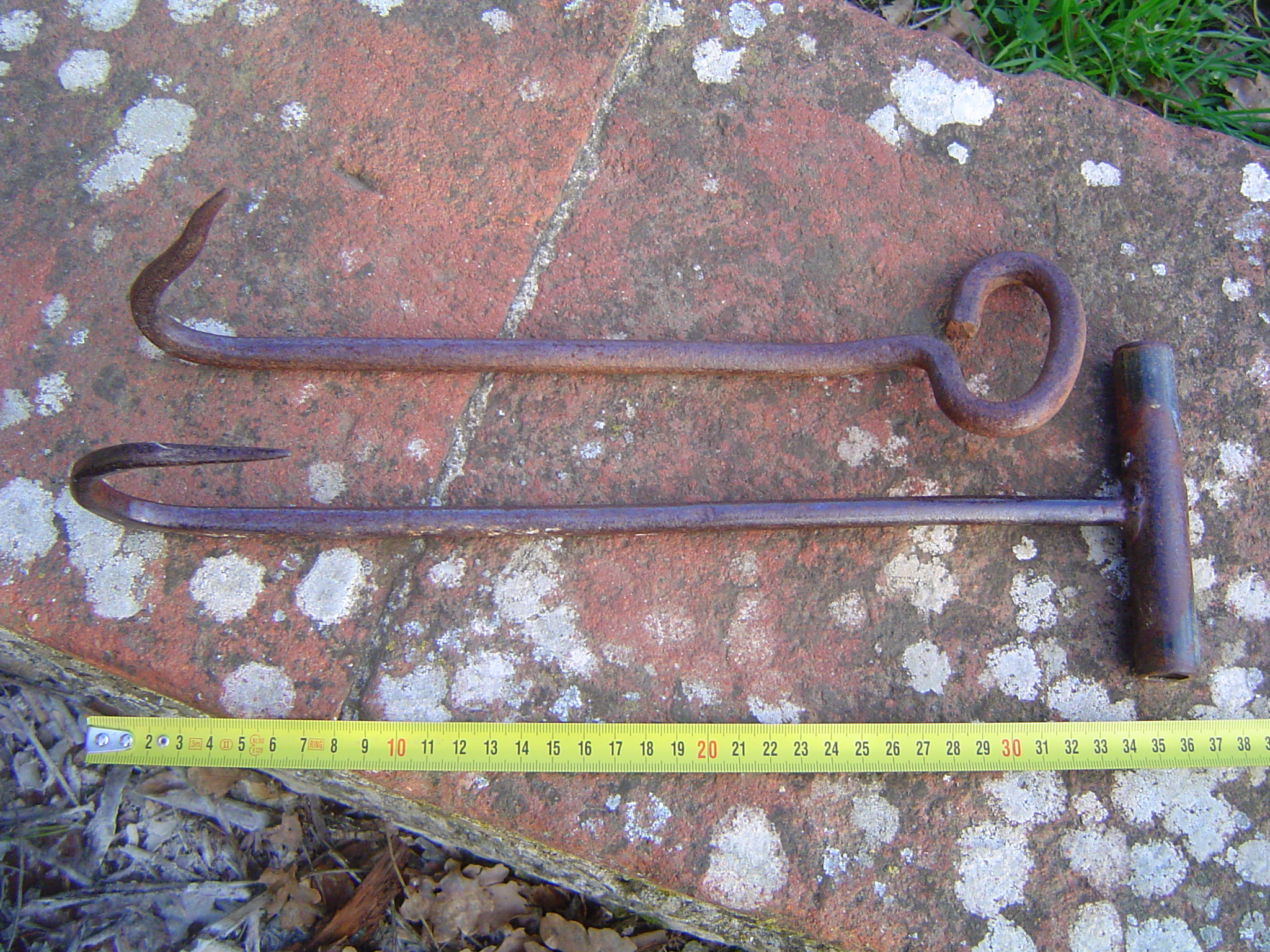
Dos garfios de heno oxidados.

El diseño de un gancho para heno difiere ligeramente del de un gancho de estibador en que el  mango suele ser más largo. Se utiliza en las granjas para sujetar y mover pacas de heno que, de otro modo, serían difíciles de recoger manualmente. 

## Jardinería
En la jardinería y en la agricultura se utiliza una variante con mango largo para mover plantas grandes. Se coloca un gancho a cada lado de las raíces empacadas, lo que permite a los trabajadores transportar o colocar la pesada carga.

## Garfio forestal

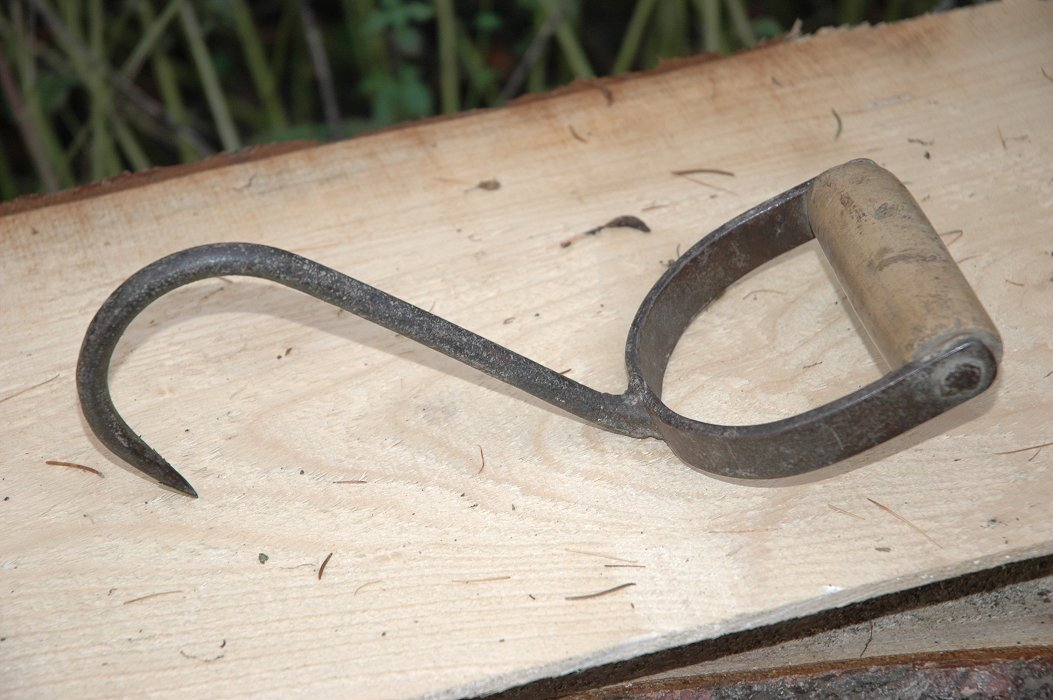
Un "garfio de madera" utilizado para mover la leña.

Este tipo es utilizado en el sector forestal, principalmente para levantar o mover la leña. En Suecia, esta herramienta, aunque ligeramente diferente, se le llama "garfio de madera".  La utilizan principalmente dos personas para mover troncos enganchándolos en cada extremo. 